# Mardaïta
Els mardaïtes (grec medieval: Μαρδαΐται; àrab: المردة, al-marada) o els jaràjima (siríac: ܡܪ̈ܕܝܐ, gargumaye; àrab: ٱلجَرَاجِمَة, al-jarājima)) foren un poble format per la barreja de grups tribals arameus (siríacs) amb altres elements (zutt, armenis i perses).
El seu nom àrab derivada de la regió de Júrjuma, situada a les muntanyes Amanos (àrab Lukkam) i a les maresmes al nord d'Antioquia, entre Bayas i Buqa. Els mardaïtes eren nominalment cristians però poc interessats de fet en la religió i gaudien d'una semiindependència religiosa tot i que nominalment depenien del patriarca d'Antioquia, i política, ja que es limitaven a aportar lleves als romans d'Orient i algunes bandes d'irregulars.
Els àrabs després de conquerir Antioquia de l'Orontes els van atacar sota la direcció d'Habib ibn Maslama al-Fihri i van acceptar servir als àrabs com espies i guàrdies de les Portes Cilícies, cooperant amb les guarnicions àrabs. Van quedar exempts de la jizya i podien tenir part al botí en les expedicions en les que participaven. Tot i així la seva lleialtat va oscil·lar entre musulmans i romans d'Orient.
Segons l'historiador grec Teòfanes el Confessor, a la meitat del segle vii (vers 666) l'emperador Constantí II va organitzar una expedició dels mardaïtes contra Síria amb suport de tropes romanes d'Orient i els atacs van arribar fins a Jerusalem ocupant totes les muntanyes del Líban. Els esclaus fugitius d'origen grec se'ls van unir així com altres habitants cristians dels territoris de muntanya i van arribar a formar un exèrcit de milers d'homes. Muàwiya I va haver de negociar amb l'Imperi Romà d'Orient i va signar un tractat de pau pel qual el califat pagaria un tribut anual a l'emperador i alliberaria 8000 captius, i a canvi l'emperador deixaria de donar suport als mardaïtes. Després van patir diverses derrotats davant els àrabs al Líban; vers el 669 o 670 es testimonia l'establiment de zutts al nord d'Antioquia i al país del mardaïtes i això podria haver estat una de les causes (o conseqüència) de la sortida i l'expedició mardaïta. El tractat entre el califat i l'Imperi Romà d'Orient (probablement del 678 o 679) no està confirmat per les fonts àrabs i els historiadors han emès dubtes sobre l'afer.
Sota Abd-al-Màlik ibn Marwan vers el 688, Justinià II aprofitant la guerra civil al califat, va llançar altre cop als mardaïtes contra Síria dirigits per oficials grecs. Aquesta vegada el califa va pactar amb els rebels i després va pactar amb l'Imperi; els historiadors pensen que Teòfanes va poder confondre aquest pacte amb el tractat del 678; altres pensen que els historiadors àrabs no esmenten el tractat del 978 perquè el van confondre amb el del 688 o 689. Teòfanes esmenta aquest segon tractat (el situa en dues dates diferents: el 684 o el 686, mentre al-Baladhuri el situa el 689). En aquest tractat, a canvi de la pau, el califat pagava diàriament a l'imperi mil peces d'or, un esclau un cavall de pura sang, i l'Imperi cedia la meitat de les taxes d'Armènia, Ibèria (Geòrgia) i Xipre (que quedava sota ocupació conjunta); a més a més els mardaïtes del Líban s'abstindrien d'atacar els àrabs i si ho feien serien atacats per les forces imperials. Per fer obeir l'ordre fou enviat al Líban el general Lleonci (després emperador) que va fer matar el cap mardaïta Joan i va obligar els mardaïtes a obeir, i a deu mil (o dotze mil) els va fer sortir de les muntanyes per establir-los a Tràcia i Armènia; fins llavors els mardaïtes havien estat una barrera a l'expansió àrab a la zona i la seva eliminació va permetre als àrabs disposar de bases sòlides al Taure i Antitaure i per envair l'Àsia Menor; els mardaïtes no van perdre la independència completament però d'altres tribus hostils àrabs es van establir als seus dominis i foren dispersats per les viles de les regions d'Homs i Damasc; els pagesos de la zona que se'ls havien unit van retornar als seus pobles i els esclaus fugitius van retornar amb els seus amos. Alguns guerrers mardaïtes van destacar al servei dels musulmans especialment Maymun al-Jurjumaní (Maïouma a les cròniques romanes d'Orient) que va tenir el favor del califa Abd-al-Màlik ibn Marwan (685–705) i va participar (sota el califa al-Walid I ibn Abd-al-Màlik, 705–715) a l'expedició de Màslama ibn Abd-al-Màlik contra Tíana en què va morir (vers 706 o 707. Efectivament Màslama ibn Abd-al-Màlik va fer una expedició contra la comarca de Djurdjuma i va ocupar la seva fortalesa i la va destruir. Però els mardaïtes van rebre el favor especial de poder conservar la fe cristiana i no pagar la djizya i el dret de participar en expedicions podent participar en el botí. Molts es van establir al nord de Síria (Tizin i Laylun) i altres a Homs i a Antioquia de l'Orontes; una part important es va dispersar per tot l'Imperi Romà d'Orient però especialment a Pamfília (Antalya) on van tenir el seu propi catepà, deixant un fort substrat siríac en la població local.
Els establerts en territori musulmà encara estaven al servei del califat en època abbàssida, però al-Mutawàkkil els va imposar la jizya.
Alguns maronites del Líban reclamen ascendència mardaïta. A la Guerra civil del Líban es va crear la Brigada Marada, en un intent de preservar una identitat ètnica no àrab.